# Песочное (Ростовский район)
Песо́чное — село в Ростовском районе Ярославской области России. Входит в состав сельского поселения Ишня. Расположено вдоль федеральной автотрассы М8 «Холмогоры» (в частности вдоль европейского маршрута E 115) в 190 км от Москвы, 56 км от Ярославля, 1 км от Ростова и в 5 км от ближайшей железнодорожной станции Ростов-Ярославский.
Население Песочного на 1 января 2010 г. составляет 26 чел.

## История
Сельская каменная одноглавая церковь с колокольней была построена в 1773 году Ростовским епископом Афанасием; она была холодная и имела один престол во имя свят. Димитрия Ростовского. Затем в 1807 году был пристроен теплый придел свят. Николая и святых Флора и Лавра.
В 1859 году в селе находилось 24 двора, в которых жило 119 человек (55 мужчин и 64 женщины), и одна православная церковь.
В 1898—1901 гг. по разным оценкам в селе располагалось от 13 до 24 дворов.

## Население
| 1859 | 2007 | 2010 |
| ---- | ---- | ---- |
| 119  | ↘33  | ↘26  |